# Лобаскинское сельское поселение (Атяшевский район)
Лобаскинское се́льское поселе́ние — упразднённое муниципальное образование в Атяшевском районе Мордовии Российской Федерации.
Административный центр — село Лобаски.

## История
Статус и границы сельского поселения установлены Законом Республики Мордовия от 28 декабря 2004 года № 116-З «Об установлении границ муниципальных образований Атяшевского муниципального района, Атяшевского муниципального района и наделении их статусом сельского поселения, городского поселения и муниципального района».
Упразднено в 2019 году с включением всех населённых пунктов в Киржеманское сельское поселение.

## Население
| 2002 | 2010 | 2012 | 2013 | 2014 | 2015 | 2016 |
| ---- | ---- | ---- | ---- | ---- | ---- | ---- |
| 952  | ↘696 | ↘649 | ↘618 | ↘591 | ↘554 | ↘525 |
| 2017 | 2018 | 2019 |      |      |      |      |
| ↘510 | ↘488 | ↘465 |      |      |      |      |

## Состав сельского поселения
| № | Населённый пункт | Тип населённого пункта | Население |
| - | ---------------- | ---------------------- | --------- |
| 1 | Гаваево          | посёлок                | ↘3        |
| 2 | Лобаски          | село                   | ↘566      |
| 3 | Тазнеево         | село                   | ↘127      |